# 謝勒綠
謝勒綠（英文：Scheele's Green 或 Schloss Green）為銅的亞砷酸氫盐，又名舍勒綠、亚砷酸（氢）铜或酸式亚砷酸銅，化學式為CuHAsO
3，與巴黎綠在化學上相關。 它是一種黃綠色的色素，在過去用作顏料，後來因為毒性以及接觸到硫化物與其他化學污染物會使顏色變得不穩定而停用。
卡爾‧威廉‧舍勒在1775年發明了謝勒綠。到了十九世紀末期，謝勒綠已經取代了舊的綠色顏料碳酸銅。

## 製備
謝勒綠的製备是將碳酸鈉溶液加熱到90攝氏度左右，然後緩慢地邊攪拌邊加入三氧化二砷，直到所有的物質都溶解，產生亞砷酸鈉溶液。接著再加入硫酸銅，產生綠色沈澱，在過濾後於43攝氏度下烘乾，就是亞砷酸氢铜（即謝勒綠）。銅與砷的比例是主要影響產物顏色強度的決定因素，而除了一開始使用的原料會影響到銅砷比之外，溫度也會影響；因此若希望增強色彩，可以把產物拿到60至70摄氏度下加熱。
謝勒綠並不是純物質，而是以下物质的混合物：亞砷酸铜 (CuO·As
2O
3)、 亞砷酸氢銅 (CuHAsO
3 與 Cu(AsO
3)
2·3H
2O))、 正亚砷酸铜 (3CuO·As
2O
3·2H
2O)、 亚砷酸銅 (CuAsO
2 與 Cu(AsO
2)
2)、 偏砷酸铜二水合物 (2CuO·As
2O
3·2H
2O)。

## 用途
在過去，謝勒綠主要用於壁紙與紙帷幔的顏料、塗料、蠟燭的染料、孩童的玩具、棉布與亞麻的染料等。與碳酸銅相比，謝勒綠的顏色比較亮也比較持久，但因為含銅的緣故，接觸到硫化物（如空氣中的硫化氫或原料中的雜質含硫）以後會褪色、變黑。
為了要改善謝勒綠的問題，後來有人發明了翡翠綠（巴黎綠，成分為醋酸亞砷酸銅）；雖然翡翠綠遇到硫化物也會變黑，但比謝勒綠要持久些。不論是翡翠綠或謝勒綠，在十九世紀末都被毒性較低的鈷綠（又名鋅綠）給取代了。
謝勒綠與翡翠綠在1930年代時都被用來作為殺蟲劑。
儘管當時對於它的毒性已知，在十九世紀蘇格蘭的格里諾克地區，以謝勒綠來作為綠色法式奶凍的食用色素曾一度很受歡迎；這使得蘇格蘭人對於綠色的甜食極為厭惡。

## 毒性
雖然砷的毒性在十九世紀時仍屬未知，但已有期刊報導孩子在綠色的房間裡日漸消瘦、穿著綠色洋裝的女士出現噁心的反應、印刷工人因為吸入含砷的蒸汽而病倒等等，也有孩童參加耶誕節派對，因為吸入了染色蠟燭的煙而發生急性中毒的案例。
當時對於壁紙中毒的成因有兩種主要的說法：壁紙剝落造成色素粉塵產生，於是產生毒氣。壁紙剝落所產生的粉塵，可能會在空氣中漂浮，然後被人們吸入肺部；或者含砷的化合物因為加熱或其他生物代謝而釋放有毒的氣體。當壁紙受潮發霉後，壁紙上的謝勒綠可能會被如帚黴屬或擬青黴屬的真菌代謝後產生有毒的氣體胂（砷化氫，AsH
3）。義大利醫師巴托羅密歐·高西歐在1893年發表了他對於「高西歐氣體」的研究，後來發現其中含有三甲基胂。在潮濕的環境中，帚黴可以把像翡翠綠或謝勒綠這類含砷染料其中的砷甲基化，產生三甲基胂。
胂或是三甲基胂裡的砷離子為三價或五價，很容易為人體消化道吸收。接著五價砷先被還原為三價、三價砷再經由甲基轉移酶與S-腺苷甲硫氨酸甲基供體輔因子進行氧化甲基化作用，產生帶有一、二、三甲基的產物。不過，最近的研究發現三甲基胂是個低毒性的化合物，所以應該不是造成十九世紀這些中毒與死亡案例的原因。
砷不僅有毒，也具有致癌性。

## 與拿破崙死亡的關係
在拿破崙被流放到聖赫倫那島上的時候，他居住的房間牆壁上用了綠色圖案的壁紙。雖然關於拿破崙的死因目前都認為是胃癌，但暴露在含砷的環境也被認為會造成胃癌的發生率上昇，而對他的頭髮進行分析也發現了砷。聖赫倫那島氣候潮濕，壁紙很容易發霉，黴菌會把壁紙中的砷酸轉為三甲基胂與胂，造成吸入性中毒。

## 外部連結
- Case Studies in Environmental Medicine - Arsenic Toxicity（页面存档备份，存于）
- National Pollutant Inventory - Copper and compounds fact sheet
- Napoleon's Toxic Wallpaper（页面存档备份，存于）